# スタジオワイエス
株式会社スタジオワイエス（英: Studio Wyeth Co.,Ltd.）は、主にぴえろ、マッドハウス作品などの背景や美術を手掛ける日本のアニメ背景会社。

## 携わった主な作品

### テレビアニメ

#### 主に携わったぴえろ作品
- 雲のように風のように（1990年）
- からくり剣豪伝ムサシロード（1990年）
- 丸出だめ夫（1991年）
- 幽☆遊☆白書（1992年）
- NINKU -忍空-（1995年）
- ふしぎ遊戯（1995年-1996年）
- みどりのマキバオー（1996年）
- はじめ人間ゴン（1996年）
- 赤ちゃんと僕（1996年-1997年）
- 烈火の炎（1997年）
- どっきりドクター（1998年）
- GTO（1999年）
- ぐるぐるタウンはなまるくん（1999年-2001年）
- 妖しのセレス（2000年）
- 学校の怪談（2000年）
- 東京ミュウミュウ（2002年-2003年）
- NARUTO -ナルト-（2002年-2007年）
- 探偵学園Q（2003年）
- BLEACH（2004年-2012年）
- シュガシュガルーン（2005年-2006年）
- NARUTO -ナルト- 疾風伝（2007年-）
- NARUTO -ナルト- SD ロック・リーの青春フルパワー忍伝（2012年）
- しろくまカフェ（2012年）

#### 主に携わったマッドハウス作品
- YAWARA!（1989年-1992年、制作元請：キティ・フィルム、制作協力）
- MASTERキートン（1998年-1999年）
- Di Gi Charat デ・ジ・キャラット （1999年）
- 学園戦記ムリョウ（2001年）
- X -エックス-（2001年）
- 花田少年史 （2002年）
- ぱにょぱにょデ・ジ・キャラット （2002年）
- アベノ橋魔法☆商店街 （2002年、共同制作：GAINAX、各話背景）
- デ・ジ・キャラットにょ （2003-2004年）
- ガングレイヴ （2003-2004年）
- MONSTER （2004-2005年）
- BECK （2004-2005年、各話背景）
- いちご100%（2005年）
- 闘牌伝説アカギ 〜闇に舞い降りた天才〜（2005年-2006年）
- NANA（2006年-2007年）
- DEATH NOTE（2006年-2007年）
- 逆境無頼カイジ（2007年-2008年）
- メイプルストーリー（2007年-2008年）
- 魔人探偵脳噛ネウロ（2007年、#1背景）
- 秘密 〜The Revelation〜（2008年）
- ONE OUTS -ワンナウツ-（2008年-2009年）
- はじめの一歩 New Challenger （2009年、各話背景）
- 青い文学シリーズ（2009年）
- こばと。（2009年-2010年）
- RAINBOW-二舎六房の七人-（2010年）
- アイアンマン（2010年）
- 逆境無頼カイジ 破戒録篇（2011年）
- HUNTER×HUNTER（日本テレビ版）（2011年-）
- ちはやふる（2011年-2012年）
- ダイヤのA（2013年-、共同制作：Production I.G）

#### その他の制作会社の作品
- コンポラキッド（1985年、東映アニメーション）
- ドラゴンボール（1986年-1989年、東映アニメーション）
- ドラゴンボールZ（1989年-1996年、東映アニメーション）
- ミヨリの森（2007年、日本アニメーション、背景協力）
- RD 潜脳調査室（2008年、Production I.G）
- 海月姫（2010年、ブレインズ・ベース）
- キリングバイツ（2018年、ライデンフィルム）
- ISLAND（2018年、feel.）
- ひとりぼっちの○○生活（2019年、C2C）
- バック・アロウ（2021年、スタジオヴォルン）
- からかい上手の高木さん3（2022年、シンエイ動画）

### 劇場作品

#### 携わったぴえろ作品
- 幽☆遊☆白書（映画版第1弾）（1993年）
- 幽☆遊☆白書 冥界死闘篇 炎の絆（1994年）
- NINKU -忍空-（1995年）
- 劇場版 NARUTO -ナルト- 大活劇!雪姫忍法帖だってばよ!!（2004年）
- 劇場版 NARUTO -ナルト- 大激突!幻の地底遺跡だってばよ（2005年）
- 劇場版 NARUTO -ナルト- 大興奮!みかづき島のアニマル騒動だってばよ（2006年）
- 劇場版BLEACH MEMORIES OF NOBODY（2006年）
- 劇場版 NARUTO -ナルト- 疾風伝（2007年）
- 劇場版BLEACH The DiamondDust Rebellion もう一つの氷輪丸（2007年）
- 劇場版 NARUTO -ナルト- 疾風伝 絆（2008年）
- 劇場版BLEACH Fade to Black 君の名を呼ぶ（2008年）

#### 携わったマッドハウス作品
- お星さまのレール（1993年）
- アンネの日記（1995年）
- 劇場版カードキャプターさくら 封印されたカード（1999年）
- Di Gi Charat 星の旅 （2001年）
- HIGHLANDER ハイランダー 〜ディレクターズカット版〜（2008年）
- サマーウォーズ（2009年）
- とある飛空士への追憶（2011年）
- チベット犬物語 〜金色のドージェ〜（2012年）
- 劇場版 HUNTER×HUNTER 緋色の幻影（2013年）

#### その他の制作会社の作品
- 劇場版 からかい上手の高木さん（2022年、シンエイ動画）

### OVA

#### 携わったマッドハウス作品
- 東京BABYLON（1992年）
- 東京BABYLON2（1994年）